# Lista de províncias do Peru

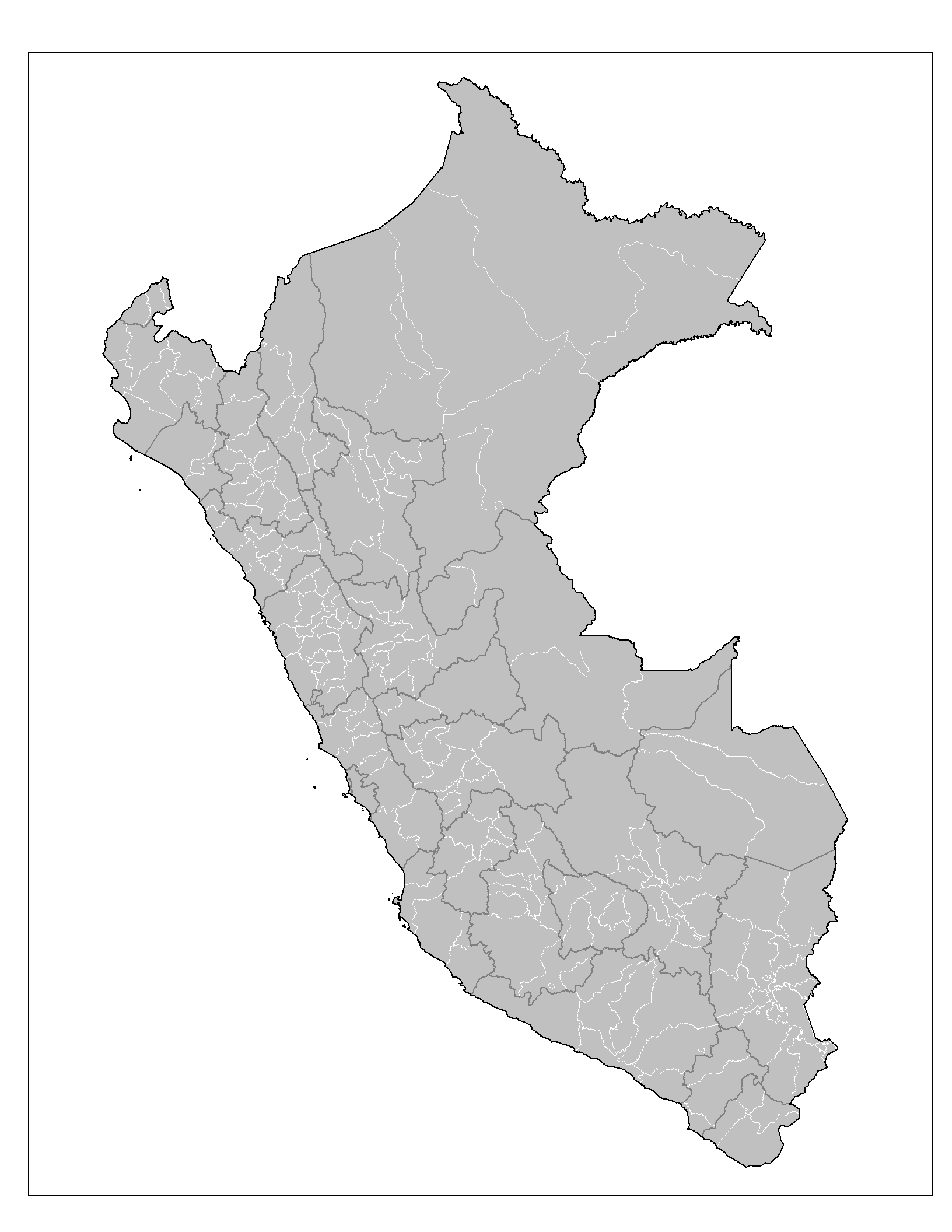
Mapa das províncias do Peru.

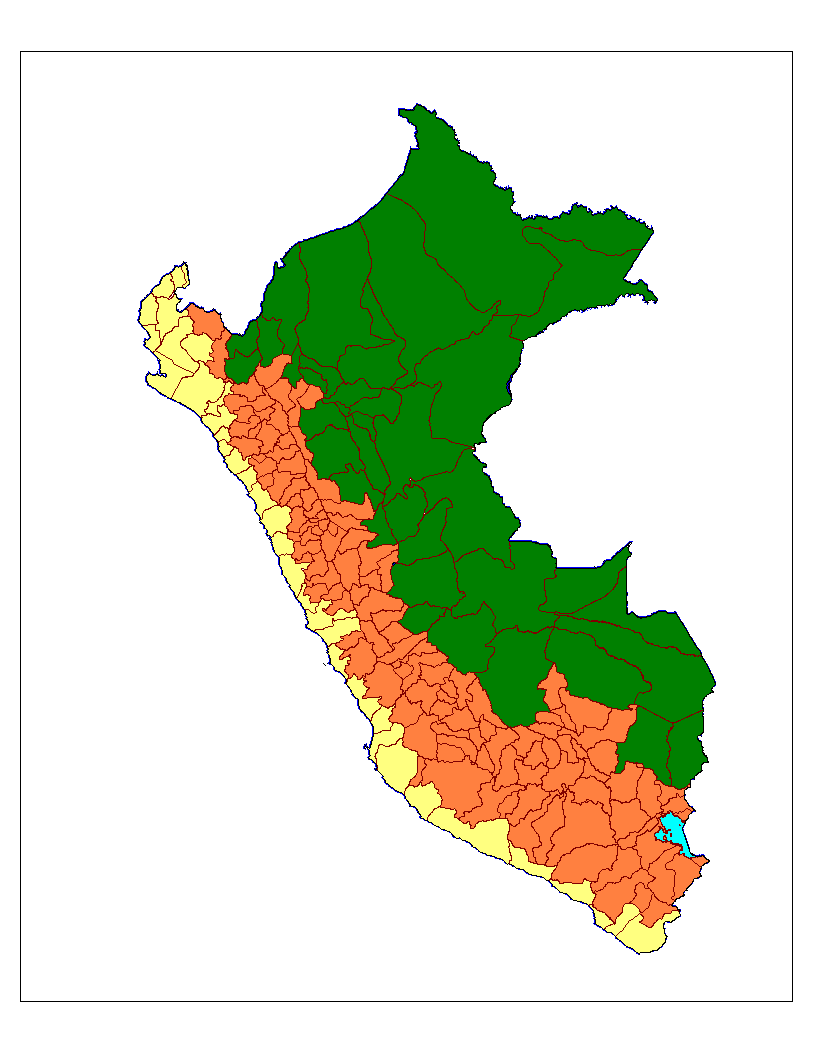
Mapa das províncias peruanas de montanha/floresta/costeira.

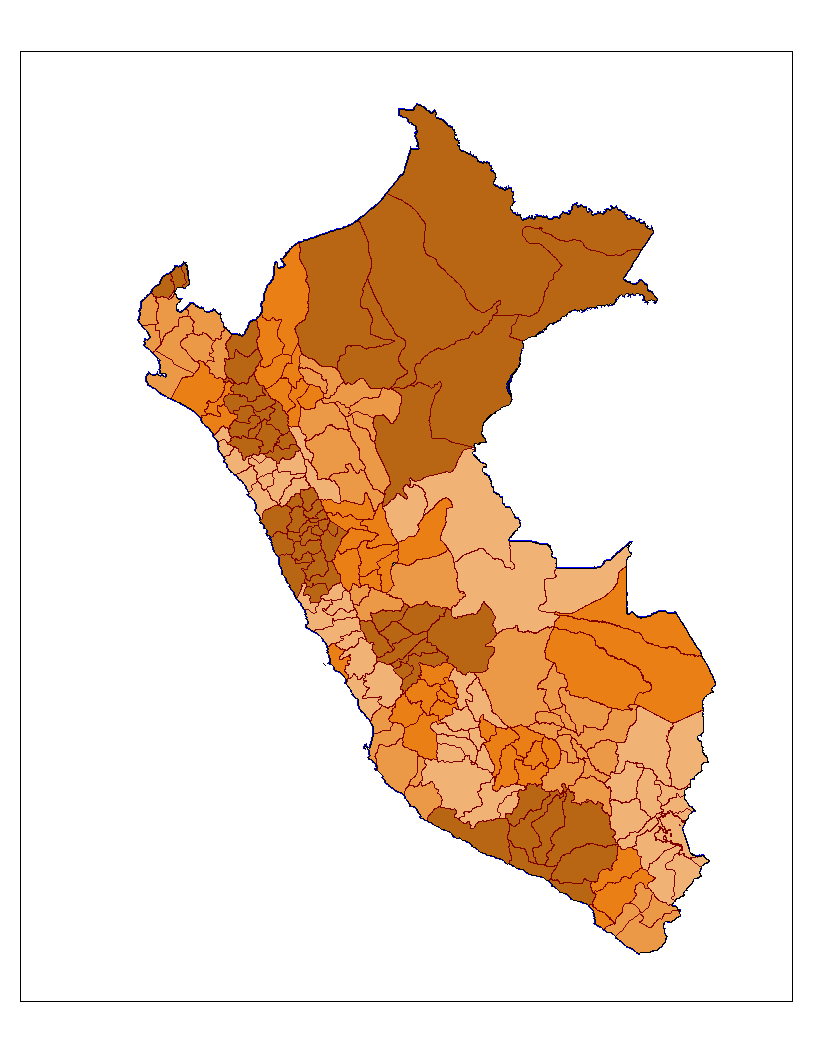
Mapa das províncias do Peru por região.

As províncias do Peru, conhecidas em espanhol como provincias, são as subdivisões do segundo nível administrativo do país. Elas são divididas em distritos (em castelhano:  distritos). Há 195 províncias no Peru, agrupadas em 25 regiões exceto para a Província de Lima que não pertence a nenhuma região. Isto faz uma média de 7 províncias por região. A região com o menor número de províncias é Callao (uma) e a região com o maior número é Ancash (vinte).
Enquanto as províncias na escassamente povoada floresta amazônica do Peru oriental tendem a ser maiores, há uma grande concentração delas na região norte-central do país. A província com o menor número de distritos é a  Província de Purus, com apenas um distrito. A província com a maior parte dos distritos é Província de Lima, com 43 distritos. O número mais comum dos distritos por província é de 8, um total de 29 províncias compartilham este número de distritos.

## Tabela de Províncias
A tabela abaixo mostra todas as províncias com as suas capitais e a região em que estão localizadas. O código UBIGEO identifica cada província. Capitais em negrito são também uma capital regional. Províncias em que a capital da região está localizada, têm um código UBIGEO terminando em01.
| Província                 | Região        | Capital                   | Distritos | UBIGEO |
| ------------------------- | ------------- | ------------------------- | --------- | ------ |
| Chachapoyas               | Amazonas      | Chachapoyas               | 21        | 0101   |
| Bagua                     | Amazonas      | Bagua                     | 6         | 0102   |
| Bongará                   | Amazonas      | Jumbilla                  | 12        | 0103   |
| Condorcanqui              | Amazonas      | Santa María de Nieva      | 3         | 0104   |
| Luya                      | Amazonas      | Lámud                     | 23        | 0105   |
| Rodríguez de Mendoza      | Amazonas      | Mendoza                   | 12        | 0106   |
| Utcubamba                 | Amazonas      | Bagua Grande              | 7         | 0107   |
| Huaraz                    | Ancash        | Huaraz                    | 12        | 0201   |
| Aija                      | Ancash        | Aija                      | 5         | 0202   |
| Antonio Raymondi          | Ancash        | Llamellín                 | 6         | 0203   |
| Asunción                  | Ancash        | Chacas                    | 2         | 0204   |
| Bolognesi                 | Ancash        | Chiquián                  | 15        | 0205   |
| Carhuaz                   | Ancash        | Carhuaz                   | 11        | 0206   |
| Carlos Fermín Fitzcarrald | Ancash        | San Luis                  | 3         | 0207   |
| Casma                     | Ancash        | Casma                     | 4         | 0208   |
| Corongo                   | Ancash        | Corongo                   | 7         | 0209   |
| Huari                     | Ancash        | Huari                     | 16        | 0210   |
| Huarmey                   | Ancash        | Huarmey                   | 5         | 0211   |
| Huaylas                   | Ancash        | Caraz                     | 10        | 0212   |
| Mariscal Luzuriaga        | Ancash        | Piscobamba                | 8         | 0213   |
| Ocros                     | Ancash        | Ocros                     | 10        | 0214   |
| Pallasca                  | Ancash        | Cabana                    | 11        | 0215   |
| Pomabamba                 | Ancash        | Pomabamba                 | 4         | 0216   |
| Recuay                    | Ancash        | Recuay                    | 10        | 0217   |
| Santa                     | Ancash        | Chimbote                  | 9         | 0218   |
| Sihuas                    | Ancash        | Sihuas                    | 10        | 0219   |
| Yungay                    | Ancash        | Yungay                    | 8         | 0220   |
| Abancay                   | Apurímac      | Abancay                   | 9         | 0301   |
| Andahuaylas               | Apurímac      | Andahuaylas               | 19        | 0302   |
| Antabamba                 | Apurímac      | Antabamba                 | 7         | 0303   |
| Aymaraes                  | Apurímac      | Chalhuanca                | 17        | 0304   |
| Cotabambas                | Apurímac      | Tambobamba                | 6         | 0305   |
| Chincheros                | Apurímac      | Chincheros                | 8         | 0306   |
| Grau                      | Apurímac      | Chuquibambilla            | 14        | 0307   |
| Arequipa                  | Arequipa      | Arequipa                  | 29        | 0401   |
| Camaná                    | Arequipa      | Camaná                    | 8         | 0402   |
| Caravelí                  | Arequipa      | Caravelí                  | 13        | 0403   |
| Castilla                  | Arequipa      | Aplao                     | 14        | 0404   |
| Caylloma                  | Arequipa      | Chivay                    | 19        | 0405   |
| Condesuyos                | Arequipa      | Chuquibamba               | 8         | 0406   |
| Islay                     | Arequipa      | Mollendo                  | 6         | 0407   |
| La Unión                  | Arequipa      | Cotahuasi                 | 11        | 0408   |
| Huamanga                  | Ayacucho      | Ayacucho                  | 15        | 0501   |
| Cangallo                  | Ayacucho      | Cangallo                  | 6         | 0502   |
| Huanca Sancos             | Ayacucho      | Huanca Sancos             | 4         | 0503   |
| Huanta                    | Ayacucho      | Huanta                    | 8         | 0504   |
| La Mar                    | Ayacucho      | San Miguel                | 8         | 0505   |
| Lucanas                   | Ayacucho      | Puquio                    | 21        | 0506   |
| Parinacochas              | Ayacucho      | Coracora                  | 8         | 0507   |
| Páucar del Sara Sara      | Ayacucho      | Pausa                     | 10        | 0508   |
| Sucre                     | Ayacucho      | Querobamba                | 11        | 0509   |
| Víctor Fajardo            | Ayacucho      | Huancapi                  | 12        | 0510   |
| Vilcas Huamán             | Ayacucho      | Vilcashuamán              | 8         | 0511   |
| Cajamarca                 | Cajamarca     | Cajamarca                 | 12        | 0601   |
| Cajabamba                 | Cajamarca     | Cajabamba                 | 4         | 0602   |
| Celendín                  | Cajamarca     | Celendín                  | 12        | 0603   |
| Chota                     | Cajamarca     | Chota                     | 19        | 0604   |
| Contumazá                 | Cajamarca     | Contumazá                 | 8         | 0605   |
| Cutervo                   | Cajamarca     | Cutervo                   | 15        | 0606   |
| Hualgayoc                 | Cajamarca     | Bambamarca                | 3         | 0607   |
| Jaén                      | Cajamarca     | Jaén                      | 12        | 0608   |
| San Ignacio               | Cajamarca     | San Ignacio               | 7         | 0609   |
| San Marcos                | Cajamarca     | San Marcos                | 7         | 0610   |
| San Miguel                | Cajamarca     | San Miguel de Pallaques   | 13        | 0611   |
| San Pablo                 | Cajamarca     | San Pablo                 | 4         | 0612   |
| Santa Cruz                | Cajamarca     | Santa Cruz de Succhubamba | 11        | 0613   |
| Callao                    | Callao        | Callao                    | 6         | 0701   |
| Cusco                     | Cusco         | Cusco                     | 8         | 0801   |
| Acomayo                   | Cusco         | Acomayo                   | 7         | 0802   |
| Anta                      | Cusco         | Anta                      | 9         | 0803   |
| Calca                     | Cusco         | Calca                     | 8         | 0804   |
| Canas                     | Cusco         | Yanaoca                   | 8         | 0805   |
| Canchis                   | Cusco         | Sicuani                   | 8         | 0806   |
| Chumbivilcas              | Cusco         | Santo Tomás               | 8         | 0807   |
| Espinar                   | Cusco         | Espinar                   | 8         | 0808   |
| La Convención             | Cusco         | Quillabamba               | 10        | 0809   |
| Paruro                    | Cusco         | Paruro                    | 9         | 0810   |
| Paucartambo               | Cusco         | Paucartambo               | 6         | 0811   |
| Quispicanchi              | Cusco         | Urcos                     | 12        | 0812   |
| Urubamba                  | Cusco         | Urubamba                  | 7         | 0813   |
| Huancavelica              | Huancavelica  | Huancavelica              | 19        | 0901   |
| Acobamba                  | Huancavelica  | Acobamba                  | 8         | 0902   |
| Angaraes                  | Huancavelica  | Lircay                    | 12        | 0903   |
| Castrovirreyna            | Huancavelica  | Castrovirreyna            | 13        | 0904   |
| Churcampa                 | Huancavelica  | Churcampa                 | 10        | 0905   |
| Huaytará                  | Huancavelica  | Huaytará                  | 16        | 0906   |
| Tayacaja                  | Huancavelica  | Pampas                    | 16        | 0907   |
| Huánuco                   | Huánuco       | Huánuco                   | 11        | 1001   |
| Ambo                      | Huánuco       | Ambo                      | 8         | 1002   |
| Dos de Mayo               | Huánuco       | La Unión                  | 9         | 1003   |
| Huacaybamba               | Huánuco       | Huacaybamba               | 4         | 1004   |
| Huamalíes                 | Huánuco       | Llata                     | 11        | 1005   |
| Leoncio Prado             | Huánuco       | Tingo María               | 6         | 1006   |
| Marañón                   | Huánuco       | Huacrachuco               | 3         | 1007   |
| Pachitea                  | Huánuco       | Panao                     | 4         | 1008   |
| Puerto Inca               | Huánuco       | Puerto Inca               | 5         | 1009   |
| Lauricocha                | Huánuco       | Jesús                     | 7         | 1010   |
| Yarowilca                 | Huánuco       | Chavinillo                | 8         | 1011   |
| Ica                       | Ica           | Ica                       | 14        | 1101   |
| Chincha                   | Ica           | Chincha Alta              | 11        | 1102   |
| Nazca                     | Ica           | Nazca                     | 5         | 1103   |
| Palpa                     | Ica           | Palpa                     | 5         | 1104   |
| Pisco                     | Ica           | Pisco                     | 8         | 1105   |
| Huancayo                  | Junín         | Huancayo                  | 28        | 1201   |
| Concepción                | Junín         | Concepción                | 15        | 1202   |
| Chanchamayo               | Junín         | La Merced                 | 6         | 1203   |
| Jauja                     | Junín         | Jauja                     | 34        | 1204   |
| Junín                     | Junín         | Junín                     | 4         | 1205   |
| Satipo                    | Junín         | Satipo                    | 8         | 1206   |
| Tarma                     | Junín         | Tarma                     | 9         | 1207   |
| Yauli                     | Junín         | La Oroya                  | 10        | 1208   |
| Chupaca                   | Junín         | Chupaca                   | 9         | 1209   |
| Trujillo                  | La Libertad   | Trujillo                  | 11        | 1301   |
| Ascope                    | La Libertad   | Ascope                    | 8         | 1302   |
| Bolívar                   | La Libertad   | Bolívar                   | 6         | 1303   |
| Chepén                    | La Libertad   | Chepén                    | 3         | 1304   |
| Julcán                    | La Libertad   | Julcán                    | 4         | 1305   |
| Otuzco                    | La Libertad   | Otuzco                    | 10        | 1306   |
| Pacasmayo                 | La Libertad   | San Pedro de Lloc         | 5         | 1307   |
| Pataz                     | La Libertad   | Tayabamba                 | 13        | 1308   |
| Sánchez Carrión           | La Libertad   | Huamachuco                | 8         | 1309   |
| Santiago de Chuco         | La Libertad   | Santiago de Chuco         | 8         | 1310   |
| Gran Chimú                | La Libertad   | Cascas                    | 4         | 1311   |
| Virú                      | La Libertad   | Virú                      | 3         | 1312   |
| Chiclayo                  | Lambayeque    | Chiclayo                  | 20        | 1401   |
| Ferreñafe                 | Lambayeque    | Ferreñafe                 | 6         | 1402   |
| Lambayeque                | Lambayeque    | Lambayeque                | 12        | 1403   |
| Lima                      | autônoma      | Lima                      | 43        | 1501   |
| Huaura                    | Lima          | Huacho                    | 12        | 1508   |
| Barranca                  | Lima          | Barranca                  | 5         | 1502   |
| Cajatambo                 | Lima          | Cajatambo                 | 5         | 1503   |
| Canta                     | Lima          | Canta                     | 7         | 1504   |
| Cañete                    | Lima          | San Vicente de Cañete     | 16        | 1505   |
| Huaral                    | Lima          | Huaral                    | 12        | 1506   |
| Huarochirí                | Lima          | Matucana                  | 32        | 1507   |
| Oyón                      | Lima          | Oyón                      | 6         | 1509   |
| Yauyos                    | Lima          | Yauyos                    | 33        | 1510   |
| Maynas                    | Loreto        | Iquitos                   | 13        | 1601   |
| Alto Amazonas             | Loreto        | Yurimaguas                | 6         | 1602   |
| Loreto                    | Loreto        | Nauta                     | 5         | 1603   |
| Mariscal Ramón Castilla   | Loreto        | Caballococha              | 4         | 1604   |
| Requena                   | Loreto        | Requena                   | 11        | 1605   |
| Ucayali                   | Loreto        | Contamana                 | 6         | 1606   |
| Dátem del Marañón         | Loreto        | San Lorenzo               | 6         | 1607   |
| Tambopata                 | Madre de Dios | Puerto Maldonado          | 4         | 1701   |
| Manu                      | Madre de Dios | Salvación                 | 4         | 1702   |
| Tahuamanu                 | Madre de Dios | Iñapari                   | 3         | 1703   |
| Mariscal Nieto            | Moquegua      | Moquegua                  | 6         | 1801   |
| General Sánchez Cerro     | Moquegua      | Omate                     | 11        | 1802   |
| Ilo                       | Moquegua      | Ilo                       | 3         | 1803   |
| Pasco                     | Pasco         | Cerro de Pasco            | 13        | 1901   |
| Daniel Alcídes Carrión    | Pasco         | Yanahuanca                | 8         | 1902   |
| Oxapampa                  | Pasco         | Oxapampa                  | 7         | 1903   |
| Piura                     | Piura         | Piura                     | 9         | 2001   |
| Ayabaca                   | Piura         | Ayabaca                   | 10        | 2002   |
| Huancabamba               | Piura         | Huancabamba               | 8         | 2003   |
| Morropón                  | Piura         | Chulucanas                | 10        | 2004   |
| Paita                     | Piura         | Paita                     | 7         | 2005   |
| Sullana                   | Piura         | Sullana                   | 8         | 2006   |
| Talara                    | Piura         | Talara                    | 6         | 2007   |
| Sechura                   | Piura         | Sechura                   | 6         | 2008   |
| Puno                      | Puno          | Puno                      | 15        | 2101   |
| Azángaro                  | Puno          | Azángaro                  | 15        | 2102   |
| Carabaya                  | Puno          | Macusani                  | 10        | 2103   |
| Chucuito                  | Puno          | Juli                      | 7         | 2104   |
| El Collao                 | Puno          | Ilave                     | 5         | 2105   |
| Huancané                  | Puno          | Huancané                  | 8         | 2106   |
| Lampa                     | Puno          | Lampa                     | 10        | 2107   |
| Melgar                    | Puno          | Ayaviri                   | 9         | 2108   |
| Moho                      | Puno          | Moho                      | 4         | 2109   |
| San Antonio de Putina     | Puno          | Putina                    | 5         | 2110   |
| San Román                 | Puno          | Juliaca                   | 4         | 2111   |
| Sandia                    | Puno          | Sandia                    | 10        | 2112   |
| Yunguyo                   | Puno          | Yunguyo                   | 7         | 2113   |
| Moyobamba                 | San Martín    | Moyobamba                 | 6         | 2201   |
| Bellavista                | San Martín    | Bellavista                | 6         | 2202   |
| El Dorado                 | San Martín    | San José de Sisa          | 5         | 2203   |
| Huallaga                  | San Martín    | Saposoa                   | 6         | 2204   |
| Lamas                     | San Martín    | Lamas                     | 11        | 2205   |
| Mariscal Cáceres          | San Martín    | Juanjuí                   | 5         | 2206   |
| Picota                    | San Martín    | Picota                    | 10        | 2207   |
| Rioja                     | San Martín    | Rioja                     | 9         | 2208   |
| San Martín                | San Martín    | Tarapoto                  | 14        | 2209   |
| Tocache                   | San Martín    | Tocache                   | 5         | 2210   |
| Tacna                     | Tacna         | Tacna                     | 10        | 2301   |
| Candarave                 | Tacna         | Candarave                 | 6         | 2302   |
| Jorge Basadre             | Tacna         | Locumba                   | 3         | 2303   |
| Tarata                    | Tacna         | Tarata                    | 8         | 2304   |
| Tumbes                    | Tumbes        | Tumbes                    | 6         | 2401   |
| Contralmirante Villar     | Tumbes        | Zorritos                  | 3         | 2402   |
| Zarumilla                 | Tumbes        | Zarumilla                 | 4         | 2403   |
| Coronel Portillo          | Ucayali       | Pucallpa                  | 7         | 2501   |
| Atalaya                   | Ucayali       | Atalaya                   | 4         | 2502   |
| Padre Abad                | Ucayali       | Aguaytía                  | 3         | 2503   |
| Purus                     | Ucayali       | Esperanza                 | 1         | 2504   |

## Por população
| Província                          | População | Região      | Nome da Cidade | Distritos |
| ---------------------------------- | --------- | ----------- | -------------- | --------- |
| Lima                               | 7,605,742 | Lima        | Lima           | 43        |
| Província constitucional de Callao | 876,877   | Callao      | Callao         | 6         |
| Arequipa                           | 864,250   | Arequipa    | Arequipa       | 29        |
| Trujillo                           | 811,979   | La Libertad | Trujillo       | 11        |
| Chiclayo                           | 757,452   | Lambayeque  | Chiclayo       | 20        |
| Piura                              | 665,991   | Piura       | Piura          | 9         |
| Maynas                             | 492,992   | Loreto      | Iquitos        | 13        |
| Huancayo                           | 466,436   | Junín       | Huancayo       | 28        |
| Santa                              | 396,434   | Ancash      | Chimbote       | 9         |
| Cusco                              | 367,791   | Cusco       | Cusco          | 8         |
| Coronel Portillo                   | 333,890   | Ucayali     | Pucallpa       | 7         |
| Ica                                | 321,332   | Ica         | Ica            | 14        |
| Cajamarca                          | 316,152   | Cajamarca   | Cajamarca      | 12        |
| Sullana                            | 287,680   | Piura       | Sullana        | 8         |
| Huánuco                            | 270,233   | Huánuco     | Huánuco        | 11        |
| Tacna                              | 262,731   | Tacna       | Tacna          | 10        |
| Lambayeque                         | 258,747   | Lambayeque  | Lambayeque     | 12        |
| San Román                          | 240,776   | Puno        | Juliaca        | 4         |
| Puno                               | 229,236   | Puno        | Puno           | 15        |
| Huamanga                           | 221,469   | Ayacucho    | Ayacucho       | 15        |